# Jean-Philippe Abelin
Pour les articles homonymes, voir Abelin.
Jean-Philippe Abelin, né à Strasbourg entre 1584 et 1600 et mort entre 1634 et 1646, est un historien. Cet écrivain, plus connu sous le pseudonyme de Jean-Louis Gottfried ou Gothofridus (d'autres orthographes encore se rencontrent), mis sur la plupart de ses publications, jouissait en son temps, comme chroniqueur, d'un bon succès. Il semble avoir vécu à Francfort. Sa vie se passa tout entière dans les 
études de cabinet. Ses nombreux ouvrages sont écrits en latin ou on allemand.

## Œuvres
Il est l'auteur :
- du Théâtre européen, en allemand, vaste compilation en 12 volumes, qui contient l'histoire de l'Europe de 1617 à 1628 (il n'en a donné lui-même que les premiers volumes) ;
- d'une Description de la Suède (1632) ;
- de Chroniques historiques, ou Description des principaux événements de l'histoire depuis la création du monde jusqu'à l'an 1619 (publiées la première fois en allemand à Francfort en 1633). Ces chroniques historiques sont écrites dans un esprit satirique. De ce fait, elles eurent beaucoup de succès à l'époque. Ces chroniques étaient regardées comme la meilleure histoire universelle que l'on possédait en Allemagne. Aujourd'hui, la valeur de l’ouvrage tient davantage des gravures de Mathieu Mérian dont il est enrichi. Parmi les nombreuses éditions que l'ouvrage connut, Jacob van Meurs en donna une traduction en hollandais avec des additions publiée la première fois à Amsterdam en 1660. Deux continuations en furent faites, l'une qui traite des événements arrivés de 1619 à 1639 (publiée en 1745) et la seconde allant de 1660 à 1750 (publiée en 1758) ;
- d'une Histoire des Antipodes, description des Indes occidentales.

Il a coopéré au Mercurius Gallo-Belgicus, à l'Histoire des Indes orientales, etc. 